# Francisco José Iturriza
Francisco José Iturriza Guillén (Parroquia Catedral, Valencia, Carabobo, Venezuela, 21 de mayo de 1903 - Coro, 14 de enero de 2003) fue un sacerdote católico ordenado en 1930 

## Biografía
Su padre Francisco José Iturriza Sánchez fue un abogado que egresó de la primera Universidad de Valencia y su abuelo Juan Miguel lturriza y Espinosa de los Monteros colaboró en el desarrollo del estado Carabobo. Su madre Mercedes Elvira Guillén Quintero fue una católica devota y factor importante en la vida de Monseñor Iturriza. 
Estudió en el Liceo de la Divina Pastora y luego en el Colegio Don Bosco. En 1918 viajó a Mosquera para entrar al Noviciado llevado por Enrique De Ferrari quien fuera su tutor y director en el Colegio Don Bosco. En 1926 regresa a Venezuela y se le destinó a la Casa Salesiana de Caracas. Al ser ordenado sacerdote en 1930 se le envió como personal a los Colegios Salesianos de Valencia, Caracas y Valera

## Episcopado

### Obispo de Coro
El Congreso Nacional de la República, durante el gobierno del General Eleazar López Contreras lo nombró II Obispo de la diócesis de Coro el 14 de mayo de 1939. La designación fue aceptada por la Santa Sede.
Fue consagrado obispo por el Excmo. Mons. Lucas Guillermo Castillo, quien fuera Arzobispo Coadjutor de Caracas.
Tomó posesión canónica el 18 de febrero de 1940.
Sus restos fueron depositados en el altar mayor de la Basílica Menor Catedral Santa Ana de Coro. A sus 83 años como homenaje se erigió un monumento de su imagen frente al Ateneo de Coro y se creó un nuevo municipio con su nombre "Monseñor Iturriza", producto de la separación de la población de Chichiriviche del municipio Silva. En 2002 fue declarado por Gaceta Oficial 3745127 servidor eminente de la Nación.

### Obispo Emérito de Coro
El 20 de mayo de 1980, el Papa Juan Pablo II aceptó su dimisión al Obispado de Coro, convirtiéndose así en el Obispo Emérito de la diócesis de Coro.
Fungió como Obispo de esta diócesis por más de 40 años.

## Fallecimiento
Falleció en vísperas de cumplir 100 años de edad, como Obispo Emérito y la Asamblea Nacional declaró motivo de duelo para la representación Nacional el fallecimiento de Monseñor Francisco José Iturriza Guillen.

## Logros como Obispo de Coro
Cuando recibió la diócesis contaba con 9 parroquias y la entregó con 42, apenas contaba con 20 sacerdotes y entregó con 52 de ellos. Dentro de sus logros están la construcción de varios centros y reconstrucción de templos y capillas de los pueblos que conformaban la diócesis.
- Restauró la Catedral basílica de Santa Ana (Coro) y logró el rango de Basílica Menor.
- Reparó y reconstruyó una gran cantidad de Capillas y Templos de la diócesis.
- Edificó el Palacio Episcopal de Coro
- Fundó el Colegio Pío XII
- Fundó el Colegio de María Auxiliadora
- Fundó la Clínica San Juan Bosco
- Fundó el Banco de Fomento Regional Coro
- En 1946 funda el Museo Diocesano de Coro Lucas Guillermo Castillo
- Solicitó a los hermanos Franciscanos de Cruz Blanca la creación de La Casa Familiar Alivio Padre Pio en el Municipio Miranda y es creada en 1995.[3]

## Orden Monseñor Francisco José Iturriza Guillén
En 2003 la Gobernación de Falcón crea con permiso del Obispo Emérito la Orden en su Única Clase “Monseñor Francisco José Iturriza Guillén” para ser entregada cada 21 de mayo en honor a su natalicio.

Reciba un cordial saludo y mi profundo agradecimiento por escoger mi nombre para la creación de la Orden Monseñor Francisco José Iturriza en su única clase, como se lo manifesté personalmente estos homenajes me abruman, pero si es creada con el propósito de realzar la labor de ciudadanos que trabajan en pro del desarrollo intelectual y socio-económico de la comunidad, acepto complacido su solicitud”.
 Carta de Mons. Francisco J. Iturriza enviada a la Primera Dama del estado, Stella Lugo de Montilla el 12 de febrero de 2001